# Trofeo Laigueglia 2025
La 62e édition du Trofeo Laigueglia, une course cycliste masculine sur route, a lieu le mercredi 5 mars 2025 autour de Laigueglia en Italie (Ligurie). La course fait partie du calendrier UCI ProSeries 2025 (deuxième niveau mondial) en catégorie 1.Pro. 

## Parcours
La course de 202 km se termine par un circuit local à accomplir quatre fois. Ce circuit final d'une longueur de 10,8 km comprend la montée de la Colla Micheri située aussitôt après le franchissement de la ligne d'arrivée. Le sommet de la dernière ascension de la Colla Micheri se situe à 9,2 km de l'arrivée à Laigueglia, au bord de la mer de Ligurie.

## Équipes participantes
25 équipes sont inscrites dont 8 UCI WorldTeams et 9 UCI ProTeams
| WorldTeams (8)- Arkéa-B&B Hotels - Intermarché-Wanty - Cofidis - EF Education-EasyPost - Ineos Grenadiers - Team Jayco AlUla - UAE Team Emirates XRG - XDS Astana Team ProTeams (9)- Q36.5 Pro Cycling Team - Unibet Tietema Rockets - Team Polti VisitMalta - Tudor Pro Cycling Team - Team TotalEnergies - VF Group-Bardiani CSF-Faizanè - Wagner Bazin WB - Caja Rural-Seguros RGA - Solution Tech-Vini Fantini Équipes continentales (8)- JCL Team Ukyo - Petrolike - Sam-Vitalcare-Dynatek - Biesse-Carrera-Premac - MBH Bank Ballan CSB - General Store-Essegibi-F.lli Curia - MG.K Vis Costruzioni e Ambiente - S.C. Padovani Polo Cherry Bank |
| |

## Déroulement de la course
Dans les trente derniers kilomètres, Juan Ayuso tente à de nombreuses reprises de lâcher ses adversaires dans les différentes montées mais Christian Scaroni est le seul à réussir à le suivre alors que les poursuivants ne sont pas loin. Neilson Powless revient sur le duo de tête dans la dernière descente tandis que Michael Storer l'imite quelques hectomètres plus loin. Juan Ayuso lance le sprint à quatre de loin et s'impose facilement.

## Classements

### Classement final
| \| Classement général \| Classement général \| Classement général \| Classement général \| Classement général \| \| Coureur \| Coureur \| Pays \| Équipe \| Temps \| \| ------------------ \| ------------------ \| ------------------ \| ---------------------- \| ------------------ \| \| 1er \| Juan Ayuso \| Espagne \| UAE Team Emirates XRG \| 4 h 46 min 36 s \| \| 2e \| Christian Scaroni \| Italie \| XDS Astana Team \| + 0 s \| \| 3e \| Michael Storer \| Australie \| Tudor Pro Cycling Team \| + 0 s \| \| 4e \| Neilson Powless \| États-Unis \| EF Education-EasyPost \| + 0 s \| \| 5e \| Giovanni Carboni \| Italie \| Unibet Tietema Rockets \| + 3 s \| \| 6e \| Magnus Sheffield \| États-Unis \| Ineos Grenadiers \| + 13 s \| \| 7e \| Alberto Bettiol \| Italie \| XDS Astana Team \| + 23 s \| \| 8e \| Louis Barré \| France \| Intermarché-Wanty \| + 23 s \| \| 9e \| Mattéo Vercher \| France \| Team TotalEnergies \| + 23 s \| \| 10e \| Simone Gualdi \| Italie \| Wanty-Nippo-ReUz \| + 23 s \| |                   |            |                        |                 |
| |                   |            |                        |                 |
| Source : ProCyclingStats |                   |            |                        |                 |
| Classement général |                   |            |                        |                 |
| Coureur | Coureur           | Pays       | Équipe                 | Temps           |
| 1er | Juan Ayuso        | Espagne    | UAE Team Emirates XRG  | 4 h 46 min 36 s |
| 2e | Christian Scaroni | Italie     | XDS Astana Team        | + 0 s           |
| 3e | Michael Storer    | Australie  | Tudor Pro Cycling Team | + 0 s           |
| 4e | Neilson Powless   | États-Unis | EF Education-EasyPost  | + 0 s           |
| 5e | Giovanni Carboni  | Italie     | Unibet Tietema Rockets | + 3 s           |
| 6e | Magnus Sheffield  | États-Unis | Ineos Grenadiers       | + 13 s          |
| 7e | Alberto Bettiol   | Italie     | XDS Astana Team        | + 23 s          |
| 8e | Louis Barré       | France     | Intermarché-Wanty      | + 23 s          |
| 9e | Mattéo Vercher    | France     | Team TotalEnergies     | + 23 s          |
| 10e | Simone Gualdi     | Italie     | Wanty-Nippo-ReUz       | + 23 s          |

### Classements UCI
La course attribue des points au classement mondial UCI 2025 selon le barème suivant :
| Position           | 1er | 2e  | 3e  | 4e  | 5e | 6e | 7e | 8e | 9e | 10e | 11e | 12e | 13e | 14e | 15e | 16e à 30e | 31e à 40e |
| Classement général | 200 | 150 | 125 | 100 | 85 | 70 | 60 | 50 | 40 | 35  | 30  | 25  | 20  | 15  | 10  | 5         | 3         |

## Liste des participants
| Arkéa-B&B Hotels ARK             | Arkéa-B&B Hotels ARK    | Arkéa-B&B Hotels ARK |
| -------------------------------- | ----------------------- | -------------------- |
| Num                              | Coureur                 | Pos                  |
| 1                                | Ewen Costiou (FRA)      | 12e                  |
| 2                                | Alessandro Verre (ITA)  | AB                   |
| 3                                | Baptiste Poulard (FRA)  | AB                   |
| 4                                | Michel Ries (LUX)       | 59e                  |
| 5                                | Victor Guernalec (FRA)  | 75e                  |
| 6                                | Mathis Le Berre (FRA)   | 62e                  |
| 7                                | Edoardo Zamperini (ITA) | 57e                  |
| Directeur sportif : Maxime Bouet |                         |                      |

| Cofidis COF                         | Cofidis COF             | Cofidis COF |
| ----------------------------------- | ----------------------- | ----------- |
| Num                                 | Coureur                 | Pos         |
| 11                                  | Sylvain Moniquet (BEL)  | 70e         |
| 12                                  | Valentin Ferron (FRA)   | AB          |
| 13                                  | Jesús Herrada (ESP)     | 15e         |
| 14                                  | Clément Izquierdo (FRA) | AB          |
| 15                                  | Jonathan Lastra (ESP)   | AB          |
| 16                                  | Benjamin Thomas (FRA)   | 16e         |
| 17                                  | Jan Maas (NED)          | AB          |
| Directeur sportif : Roberto Damiani |                         |             |

| EF Education-EasyPost EFE            | EF Education-EasyPost EFE     | EF Education-EasyPost EFE |
| ------------------------------------ | ----------------------------- | ------------------------- |
| Num                                  | Coureur                       | Pos                       |
| 21                                   | Alexander Cepeda (ECU)        | 34e                       |
| 22                                   | Mikkel Honoré (DEN)           | 22e                       |
| 23                                   | Lukas Nerurkar (GBR)          | AB                        |
| 24                                   | Darren Rafferty (IRL) (route) | AB                        |
| 25                                   | Archie Ryan (IRL)             | 26e                       |
| 26                                   | Samuele Battistella (ITA)     | AB                        |
| 27                                   | Neilson Powless (USA)         | 4e                        |
| Directeur sportif : Charles Wegelius |                               |                           |

| Ineos Grenadiers IGD               | Ineos Grenadiers IGD     | Ineos Grenadiers IGD |
| ---------------------------------- | ------------------------ | -------------------- |
| Num                                | Coureur                  | Pos                  |
| 31                                 | Omar Fraile (ESP)        | AB                   |
| 32                                 | Michał Kwiatkowski (POL) | 13e                  |
| 33                                 | Axel Laurance (FRA)      | 20e                  |
| 34                                 | Michael Leonard (CAN)    | AB                   |
| 35                                 | Salvatore Puccio (ITA)   | AB                   |
| 36                                 | Artem Shmidt (USA)       | AB                   |
| 37                                 | Magnus Sheffield (USA)   | 6e                   |
| Directeur sportif : Leonardo Basso |                          |                      |

| Intermarché-Wanty IWA            | Intermarché-Wanty IWA   | Intermarché-Wanty IWA |
| -------------------------------- | ----------------------- | --------------------- |
| Num                              | Coureur                 | Pos                   |
| 41                               | Louis Barré (FRA)       | 8e                    |
| 42                               | Kamiel Bonneu (BEL)     | NP                    |
| 43                               | Kevin Colleoni (ITA)    | 74e                   |
| 44                               | Alexy Faure Prost (FRA) | AB                    |
| 45                               | Simone Gualdi (ITA)     | 10e                   |
| 46                               | Simone Petilli (ITA)    | 54e                   |
| 47                               | Lorenzo Rota (ITA)      | AB                    |
| Directeur sportif : Bart Wellens |                         |                       |

| Team Jayco AlUla JAY             | Team Jayco AlUla JAY       | Team Jayco AlUla JAY |
| -------------------------------- | -------------------------- | -------------------- |
| Num                              | Coureur                    | Pos                  |
| 51                               | Koen Bouwman (NED)         | 87e                  |
| 52                               | Alessandro De Marchi (ITA) | AB                   |
| 53                               | Davide De Pretto (ITA)     | 11e                  |
| 54                               | Felix Engelhardt (GER)     | 84e                  |
| 55                               | Anders Foldager (DEN)      | AB                   |
| 56                               | Asbjørn Hellemose (DEN)    | 66e                  |
| 57                               | Filippo Zana (ITA)         | 49e                  |
| Directeur sportif : Valerio Piva |                            |                      |

| UAE Team Emirates XRG UAD          | UAE Team Emirates XRG UAD | UAE Team Emirates XRG UAD |
| ---------------------------------- | ------------------------- | ------------------------- |
| Num                                | Coureur                   | Pos                       |
| 61                                 | Juan Ayuso (ESP)          | 1er                       |
| 62                                 | Filippo Baroncini (ITA)   | AB                        |
| 63                                 | Enea Sambinello (ITA)     | AB                        |
| 64                                 | Alessandro Covi (ITA)     | AB                        |
| 65                                 | Igor Arrieta (ESP)        | AB                        |
| 66                                 | António Morgado (POR)     | 25e                       |
| 67                                 | Adrià Pericas (ESP)       | AB                        |
| Directeur sportif : Fabrizio Guidi |                           |                           |

| XDS Astana Team XAT                 | XDS Astana Team XAT           | XDS Astana Team XAT |
| ----------------------------------- | ----------------------------- | ------------------- |
| Num                                 | Coureur                       | Pos                 |
| 71                                  | Alberto Bettiol (ITA) (route) | 7e                  |
| 72                                  | Nicola Conci (ITA)            | 27e                 |
| 73                                  | Christian Scaroni (ITA)       | 2e                  |
| 74                                  | Diego Ulissi (ITA)            | 38e                 |
| 75                                  | Simone Velasco (ITA)          | 19e                 |
| 76                                  | David Zanutta (ITA)           | AB                  |
| 77                                  | Daniil Marukhin (KAZ)         | AB                  |
| Directeur sportif : Alexandr Shefer |                               |                     |

| Caja Rural-Seguros RGA CJR       | Caja Rural-Seguros RGA CJR | Caja Rural-Seguros RGA CJR |
| -------------------------------- | -------------------------- | -------------------------- |
| Num                              | Coureur                    | Pos                        |
| 81                               | Alex Molenaar (NED)        | AB                         |
| 82                               | Joan Bou (ESP)             | 18e                        |
| 83                               | Abner González (PUR)       | AB                         |
| 84                               | Joseba López (ESP)         | AB                         |
| 85                               | Álex Díaz (ESP)            | 64e                        |
| 86                               | Eduard Prades (ESP)        | 17e                        |
| 87                               | Francisco Peñuela (VEN)    | 24e                        |
| Directeur sportif : Aritz Bagües |                            |                            |

| Q36.5 Pro Cycling Team Q36 | Q36.5 Pro Cycling Team Q36 | Q36.5 Pro Cycling Team Q36 |
| -------------------------- | -------------------------- | -------------------------- |
| Num                        | Coureur                    | Pos                        |
| 91                         | Matteo Badilatti (SUI)     | 44e                        |
| 92                         | Gianluca Brambilla (ITA)   | 29e                        |
| 93                         | Walter Calzoni (ITA)       | 67e                        |
| 95                         | Harm Vanhoucke (BEL)       | 76e                        |
| 96                         | Fabio Christen (SUI)       | 68e                        |
| 97                         | Joseph Pidcock (GBR)       | AB                         |

| Team Polti VisitMalta PTV           | Team Polti VisitMalta PTV | Team Polti VisitMalta PTV |
| ----------------------------------- | ------------------------- | ------------------------- |
| Num                                 | Coureur                   | Pos                       |
| 101                                 | Davide Bais (ITA)         | 43e                       |
| 102                                 | Mattia Bais (ITA)         | 45e                       |
| 103                                 | Davide De Cassan (ITA)    | 81e                       |
| 104                                 | Álex Martín (ESP)         | 56e                       |
| 105                                 | Javier Serrano (ESP)      | 80e                       |
| 106                                 | Diego Pablo Sevilla (ESP) | 88e                       |
| 107                                 | Samuele Zoccarato (ITA)   | 23e                       |
| Directeur sportif : Stefano Zanatta |                           |                           |

| Team TotalEnergies TEN              | Team TotalEnergies TEN   | Team TotalEnergies TEN |
| ----------------------------------- | ------------------------ | ---------------------- |
| Num                                 | Coureur                  | Pos                    |
| 111                                 | Mathieu Burgaudeau (FRA) | AB                     |
| 112                                 | Alexandre Delettre (FRA) | 65e                    |
| 113                                 | Rayan Boulahoite (FRA)   | AB                     |
| 114                                 | Jordan Jegat (FRA)       | 28e                    |
| 115                                 | Pierre Latour (FRA)      | AB                     |
| 117                                 | Mattéo Vercher (FRA)     | 9e                     |
| Directeur sportif : Lylian Lebreton |                          |                        |

| Tudor Pro Cycling Team TUD        | Tudor Pro Cycling Team TUD   | Tudor Pro Cycling Team TUD |
| --------------------------------- | ---------------------------- | -------------------------- |
| Num                               | Coureur                      | Pos                        |
| 121                               | Michael Storer (AUS)         | 3e                         |
| 122                               | Jacob Eriksson (SWE) (route) | AB                         |
| 123                               | Jesper Stiansen (NOR)        | AB                         |
| 124                               | Lawrence Warbasse (USA)      | 40e                        |
| 125                               | Roland Thalmann (SUI)        | AB                         |
| 126                               | Hannes Wilksch (GER)         | 42e                        |
| 127                               | Fabian Weiss (SUI)           | 61e                        |
| Directeur sportif : Claudio Cozzi |                              |                            |

| Unibet Tietema Rockets RKT | Unibet Tietema Rockets RKT | Unibet Tietema Rockets RKT |
| -------------------------- | -------------------------- | -------------------------- |
| Num                        | Coureur                    | Pos                        |
| 131                        | Adam Ťoupalík (CZE)        | AB                         |
| 132                        | Adrien Maire (FRA)         | 33e                        |
| 133                        | Baptiste Huyet (FRA)       | AB                         |
| 134                        | Giovanni Carboni (ITA)     | 5e                         |
| 135                        | Owen Geleijn (NED)         | AB                         |
| 136                        | Odd Christian Eiking (NOR) | 35e                        |
| 137                        | Sergio Meris (ITA)         | 31e                        |

| VF Group-Bardiani CSF-Faizanè VBF     | VF Group-Bardiani CSF-Faizanè VBF | VF Group-Bardiani CSF-Faizanè VBF |
| ------------------------------------- | --------------------------------- | --------------------------------- |
| Num                                   | Coureur                           | Pos                               |
| 141                                   | Luca Covili (ITA)                 | 53e                               |
| 143                                   | Luca Paletti (ITA)                | 30e                               |
| 144                                   | Alessandro Pinarello (ITA)        | 14e                               |
| 145                                   | Matteo Scalco (ITA)               | 37e                               |
| 146                                   | Manuele Tarozzi (ITA)             | 41e                               |
| 147                                   | Alex Tolio (ITA)                  | 46e                               |
| Directeur sportif : Roberto Reverberi |                                   |                                   |

| Team Solution Tech-Vini Fantini TFT | Team Solution Tech-Vini Fantini TFT | Team Solution Tech-Vini Fantini TFT |
| ----------------------------------- | ----------------------------------- | ----------------------------------- |
| Num                                 | Coureur                             | Pos                                 |
| 151                                 | Davide Baldaccini (ITA)             | AB                                  |
| 152                                 | Alexandre Balmer (SUI)              | AB                                  |
| 153                                 | Valerio Conti (ITA)                 | AB                                  |
| 154                                 | Roberto González (PAN)              | AB                                  |
| 155                                 | Kyrylo Tsarenko (UKR)               | 63e                                 |
| 156                                 | Kristian Sbaragli (ITA)             | 71e                                 |
| 157                                 | Arnaud Tissières (SUI)              | AB                                  |
| Directeur sportif : Serge Parsani   |                                     |                                     |

| Wagner Bazin WB WB2                        | Wagner Bazin WB WB2    | Wagner Bazin WB WB2 |
| ------------------------------------------ | ---------------------- | ------------------- |
| Num                                        | Coureur                | Pos                 |
| 161                                        | Jocelyn Baguelin (FRA) | AB                  |
| 162                                        | Louka Matthys (BEL)    | AB                  |
| 163                                        | Johan Meens (BEL)      | 83e                 |
| 164                                        | Floris De Tier (BEL)   | 69e                 |
| 165                                        | Marco Tizza (ITA)      | 21e                 |
| 166                                        | Davide Persico (ITA)   | AB                  |
| 167                                        | Giacomo Villa (ITA)    | 85e                 |
| Directeur sportif : Alessandro Spezialetti |                        |                     |

| Sam-Vitalcare-Dynatek IPD | Sam-Vitalcare-Dynatek IPD   | Sam-Vitalcare-Dynatek IPD |
| ------------------------- | --------------------------- | ------------------------- |
| Num                       | Coureur                     | Pos                       |
| 171                       | Negasi Abreha (ETH) (route) | AB                        |
| 173                       | Filippo Dignani (ITA)       | AB                        |
| 174                       | Christian Danilo Pase (ITA) | AB                        |
| 175                       | Sebastiano Minoia (ITA)     | AB                        |
| 176                       | Marco Fermanelli (ITA)      | AB                        |
| 177                       | Angelo Monister (ITA)       | AB                        |

| Biesse-Carrera-Premac BIE        | Biesse-Carrera-Premac BIE   | Biesse-Carrera-Premac BIE |
| -------------------------------- | --------------------------- | ------------------------- |
| Num                              | Coureur                     | Pos                       |
| 181                              | Nicolò Arrighetti (ITA)     | AB                        |
| 182                              | Tommaso Dati (ITA)          | 48e                       |
| 183                              | Filippo Agostinacchio (ITA) | 47e                       |
| 184                              | Tommaso Bessega (ITA)       | AB                        |
| 185                              | Filip Gruszczyński (POL)    | 51e                       |
| 186                              | Gabriele Bessega (ITA)      | AB                        |
| 187                              | Nicola Rossi (ITA)          | AB                        |
| Directeur sportif : Marco Milesi |                             |                           |

| General Store-Essegibi-F.lli Curia GEF | General Store-Essegibi-F.lli Curia GEF | General Store-Essegibi-F.lli Curia GEF |
| -------------------------------------- | -------------------------------------- | -------------------------------------- |
| Num                                    | Coureur                                | Pos                                    |
| 191                                    | Kevin Biehl (DEN)                      | 82e                                    |
| 192                                    | Giovanni Bortoluzzi (ITA)              | 50e                                    |
| 193                                    | Aklilu Arefayne (ERI)                  | AB                                     |
| 194                                    | Matteo Cettolin (ITA)                  | AB                                     |
| 195                                    | Domenico Cirlincione (ITA)             | AB                                     |
| 196                                    | Cristian Remelli (ITA)                 | AB                                     |
| 197                                    | Dennis Lock (DEN)                      | AB                                     |

| JCLTeam Ukyo JCL                  | JCLTeam Ukyo JCL          | JCLTeam Ukyo JCL |
| --------------------------------- | ------------------------- | ---------------- |
| Num                               | Coureur                   | Pos              |
| 201                               | Marino Kobayashi (JPN)    | AB               |
| 202                               | Marc Cabedo (ESP)         | AB               |
| 203                               | Nicolò Garibbo (ITA)      | 52e              |
| 204                               | Simone Raccani (ITA)      | 86e              |
| 205                               | Nahom Zerai (ERI)         | 36e              |
| 206                               | Alessandro Fancellu (ITA) | AB               |
| 207                               | Andrea D'Amato (ITA)      | AB               |
| Directeur sportif : Manuele Boaro |                           |                  |

| MBH Bank Ballan CSB MBH             | MBH Bank Ballan CSB MBH   | MBH Bank Ballan CSB MBH |
| ----------------------------------- | ------------------------- | ----------------------- |
| Num                                 | Coureur                   | Pos                     |
| 211                                 | Lorenzo Masciarelli (ITA) | 60e                     |
| 213                                 | Cesare Chesini (ITA)      | 72e                     |
| 214                                 | Luca Cretti (ITA)         | 32e                     |
| 215                                 | Lorenzo Nespoli (ITA)     | AB                      |
| 216                                 | Pavel Novák (CZE)         | AB                      |
| 217                                 | Leonardo Vesco (ITA)      | AB                      |
| Directeur sportif : Gianluca Valoti |                           |                         |

| MG.K Vis Costruzioni e Ambiente MGK | MG.K Vis Costruzioni e Ambiente MGK | MG.K Vis Costruzioni e Ambiente MGK |
| ----------------------------------- | ----------------------------------- | ----------------------------------- |
| Num                                 | Coureur                             | Pos                                 |
| 221                                 | Andrea Cantoni (ITA)                | 78e                                 |
| 222                                 | Simone Carrò (ITA)                  | AB                                  |
| 223                                 | Ben Granger (GBR)                   | 79e                                 |
| 224                                 | Matthew Kingston (GBR)              | AB                                  |
| 225                                 | Matteo Spreafico (ITA)              | AB                                  |
| 226                                 | Ciro Pérez (URU)                    | AB                                  |
| 227                                 | Francesco Parravano (ITA)           | 77e                                 |

| Petrolike PTL | Petrolike PTL             | Petrolike PTL |
| ------------- | ------------------------- | ------------- |
| Num           | Coureur                   | Pos           |
| 231           | Jonathan Caicedo (ECU)    | AB            |
| 232           | Edgar Cadena (MEX)        | 39e           |
| 233           | Alejandro Callejas (COL)  | 73e           |
| 234           | Filippo D'Aiuto (ITA)     | AB            |
| 235           | José Antonio Prieto (MEX) | AB            |
| 236           | Lorenzo Peschi (ITA)      | AB            |
| 237           | Lorenzo Galimberti (ITA)  | 58e           |

| S.C. Padovani Polo Cherry Bank PAD   | S.C. Padovani Polo Cherry Bank PAD | S.C. Padovani Polo Cherry Bank PAD |
| ------------------------------------ | ---------------------------------- | ---------------------------------- |
| Num                                  | Coureur                            | Pos                                |
| 241                                  | Matteo Baseggio (ITA)              | AB                                 |
| 242                                  | Federico Guzzo (ITA)               | 55e                                |
| 243                                  | Matteo Zurlo (ITA)                 | AB                                 |
| 244                                  | Kevin Bonaldo (ITA)                | AB                                 |
| 245                                  | Andrea Scarso (ITA)                | AB                                 |
| 246                                  | Mirko Bozzola (ITA)                | AB                                 |
| 247                                  | Samuele Mion (ITA)                 | AB                                 |
| Directeur sportif : Dimitri Konyshev |                                    |                                    |

| Arkéa-B&B Hotels ARK             | Arkéa-B&B Hotels ARK    | Arkéa-B&B Hotels ARK |
| -------------------------------- | ----------------------- | -------------------- |
| Num                              | Coureur                 | Pos                  |
| 1                                | Ewen Costiou (FRA)      | 12e                  |
| 2                                | Alessandro Verre (ITA)  | AB                   |
| 3                                | Baptiste Poulard (FRA)  | AB                   |
| 4                                | Michel Ries (LUX)       | 59e                  |
| 5                                | Victor Guernalec (FRA)  | 75e                  |
| 6                                | Mathis Le Berre (FRA)   | 62e                  |
| 7                                | Edoardo Zamperini (ITA) | 57e                  |
| Directeur sportif : Maxime Bouet |                         |                      |

| Cofidis COF                         | Cofidis COF             | Cofidis COF |
| ----------------------------------- | ----------------------- | ----------- |
| Num                                 | Coureur                 | Pos         |
| 11                                  | Sylvain Moniquet (BEL)  | 70e         |
| 12                                  | Valentin Ferron (FRA)   | AB          |
| 13                                  | Jesús Herrada (ESP)     | 15e         |
| 14                                  | Clément Izquierdo (FRA) | AB          |
| 15                                  | Jonathan Lastra (ESP)   | AB          |
| 16                                  | Benjamin Thomas (FRA)   | 16e         |
| 17                                  | Jan Maas (NED)          | AB          |
| Directeur sportif : Roberto Damiani |                         |             |

| EF Education-EasyPost EFE            | EF Education-EasyPost EFE     | EF Education-EasyPost EFE |
| ------------------------------------ | ----------------------------- | ------------------------- |
| Num                                  | Coureur                       | Pos                       |
| 21                                   | Alexander Cepeda (ECU)        | 34e                       |
| 22                                   | Mikkel Honoré (DEN)           | 22e                       |
| 23                                   | Lukas Nerurkar (GBR)          | AB                        |
| 24                                   | Darren Rafferty (IRL) (route) | AB                        |
| 25                                   | Archie Ryan (IRL)             | 26e                       |
| 26                                   | Samuele Battistella (ITA)     | AB                        |
| 27                                   | Neilson Powless (USA)         | 4e                        |
| Directeur sportif : Charles Wegelius |                               |                           |

| Ineos Grenadiers IGD               | Ineos Grenadiers IGD     | Ineos Grenadiers IGD |
| ---------------------------------- | ------------------------ | -------------------- |
| Num                                | Coureur                  | Pos                  |
| 31                                 | Omar Fraile (ESP)        | AB                   |
| 32                                 | Michał Kwiatkowski (POL) | 13e                  |
| 33                                 | Axel Laurance (FRA)      | 20e                  |
| 34                                 | Michael Leonard (CAN)    | AB                   |
| 35                                 | Salvatore Puccio (ITA)   | AB                   |
| 36                                 | Artem Shmidt (USA)       | AB                   |
| 37                                 | Magnus Sheffield (USA)   | 6e                   |
| Directeur sportif : Leonardo Basso |                          |                      |

| Intermarché-Wanty IWA            | Intermarché-Wanty IWA   | Intermarché-Wanty IWA |
| -------------------------------- | ----------------------- | --------------------- |
| Num                              | Coureur                 | Pos                   |
| 41                               | Louis Barré (FRA)       | 8e                    |
| 42                               | Kamiel Bonneu (BEL)     | NP                    |
| 43                               | Kevin Colleoni (ITA)    | 74e                   |
| 44                               | Alexy Faure Prost (FRA) | AB                    |
| 45                               | Simone Gualdi (ITA)     | 10e                   |
| 46                               | Simone Petilli (ITA)    | 54e                   |
| 47                               | Lorenzo Rota (ITA)      | AB                    |
| Directeur sportif : Bart Wellens |                         |                       |

| Team Jayco AlUla JAY             | Team Jayco AlUla JAY       | Team Jayco AlUla JAY |
| -------------------------------- | -------------------------- | -------------------- |
| Num                              | Coureur                    | Pos                  |
| 51                               | Koen Bouwman (NED)         | 87e                  |
| 52                               | Alessandro De Marchi (ITA) | AB                   |
| 53                               | Davide De Pretto (ITA)     | 11e                  |
| 54                               | Felix Engelhardt (GER)     | 84e                  |
| 55                               | Anders Foldager (DEN)      | AB                   |
| 56                               | Asbjørn Hellemose (DEN)    | 66e                  |
| 57                               | Filippo Zana (ITA)         | 49e                  |
| Directeur sportif : Valerio Piva |                            |                      |

| UAE Team Emirates XRG UAD          | UAE Team Emirates XRG UAD | UAE Team Emirates XRG UAD |
| ---------------------------------- | ------------------------- | ------------------------- |
| Num                                | Coureur                   | Pos                       |
| 61                                 | Juan Ayuso (ESP)          | 1er                       |
| 62                                 | Filippo Baroncini (ITA)   | AB                        |
| 63                                 | Enea Sambinello (ITA)     | AB                        |
| 64                                 | Alessandro Covi (ITA)     | AB                        |
| 65                                 | Igor Arrieta (ESP)        | AB                        |
| 66                                 | António Morgado (POR)     | 25e                       |
| 67                                 | Adrià Pericas (ESP)       | AB                        |
| Directeur sportif : Fabrizio Guidi |                           |                           |

| XDS Astana Team XAT                 | XDS Astana Team XAT           | XDS Astana Team XAT |
| ----------------------------------- | ----------------------------- | ------------------- |
| Num                                 | Coureur                       | Pos                 |
| 71                                  | Alberto Bettiol (ITA) (route) | 7e                  |
| 72                                  | Nicola Conci (ITA)            | 27e                 |
| 73                                  | Christian Scaroni (ITA)       | 2e                  |
| 74                                  | Diego Ulissi (ITA)            | 38e                 |
| 75                                  | Simone Velasco (ITA)          | 19e                 |
| 76                                  | David Zanutta (ITA)           | AB                  |
| 77                                  | Daniil Marukhin (KAZ)         | AB                  |
| Directeur sportif : Alexandr Shefer |                               |                     |

| Caja Rural-Seguros RGA CJR       | Caja Rural-Seguros RGA CJR | Caja Rural-Seguros RGA CJR |
| -------------------------------- | -------------------------- | -------------------------- |
| Num                              | Coureur                    | Pos                        |
| 81                               | Alex Molenaar (NED)        | AB                         |
| 82                               | Joan Bou (ESP)             | 18e                        |
| 83                               | Abner González (PUR)       | AB                         |
| 84                               | Joseba López (ESP)         | AB                         |
| 85                               | Álex Díaz (ESP)            | 64e                        |
| 86                               | Eduard Prades (ESP)        | 17e                        |
| 87                               | Francisco Peñuela (VEN)    | 24e                        |
| Directeur sportif : Aritz Bagües |                            |                            |

| Q36.5 Pro Cycling Team Q36 | Q36.5 Pro Cycling Team Q36 | Q36.5 Pro Cycling Team Q36 |
| -------------------------- | -------------------------- | -------------------------- |
| Num                        | Coureur                    | Pos                        |
| 91                         | Matteo Badilatti (SUI)     | 44e                        |
| 92                         | Gianluca Brambilla (ITA)   | 29e                        |
| 93                         | Walter Calzoni (ITA)       | 67e                        |
| 95                         | Harm Vanhoucke (BEL)       | 76e                        |
| 96                         | Fabio Christen (SUI)       | 68e                        |
| 97                         | Joseph Pidcock (GBR)       | AB                         |

| Team Polti VisitMalta PTV           | Team Polti VisitMalta PTV | Team Polti VisitMalta PTV |
| ----------------------------------- | ------------------------- | ------------------------- |
| Num                                 | Coureur                   | Pos                       |
| 101                                 | Davide Bais (ITA)         | 43e                       |
| 102                                 | Mattia Bais (ITA)         | 45e                       |
| 103                                 | Davide De Cassan (ITA)    | 81e                       |
| 104                                 | Álex Martín (ESP)         | 56e                       |
| 105                                 | Javier Serrano (ESP)      | 80e                       |
| 106                                 | Diego Pablo Sevilla (ESP) | 88e                       |
| 107                                 | Samuele Zoccarato (ITA)   | 23e                       |
| Directeur sportif : Stefano Zanatta |                           |                           |

| Team TotalEnergies TEN              | Team TotalEnergies TEN   | Team TotalEnergies TEN |
| ----------------------------------- | ------------------------ | ---------------------- |
| Num                                 | Coureur                  | Pos                    |
| 111                                 | Mathieu Burgaudeau (FRA) | AB                     |
| 112                                 | Alexandre Delettre (FRA) | 65e                    |
| 113                                 | Rayan Boulahoite (FRA)   | AB                     |
| 114                                 | Jordan Jegat (FRA)       | 28e                    |
| 115                                 | Pierre Latour (FRA)      | AB                     |
| 117                                 | Mattéo Vercher (FRA)     | 9e                     |
| Directeur sportif : Lylian Lebreton |                          |                        |

| Tudor Pro Cycling Team TUD        | Tudor Pro Cycling Team TUD   | Tudor Pro Cycling Team TUD |
| --------------------------------- | ---------------------------- | -------------------------- |
| Num                               | Coureur                      | Pos                        |
| 121                               | Michael Storer (AUS)         | 3e                         |
| 122                               | Jacob Eriksson (SWE) (route) | AB                         |
| 123                               | Jesper Stiansen (NOR)        | AB                         |
| 124                               | Lawrence Warbasse (USA)      | 40e                        |
| 125                               | Roland Thalmann (SUI)        | AB                         |
| 126                               | Hannes Wilksch (GER)         | 42e                        |
| 127                               | Fabian Weiss (SUI)           | 61e                        |
| Directeur sportif : Claudio Cozzi |                              |                            |

| Unibet Tietema Rockets RKT | Unibet Tietema Rockets RKT | Unibet Tietema Rockets RKT |
| -------------------------- | -------------------------- | -------------------------- |
| Num                        | Coureur                    | Pos                        |
| 131                        | Adam Ťoupalík (CZE)        | AB                         |
| 132                        | Adrien Maire (FRA)         | 33e                        |
| 133                        | Baptiste Huyet (FRA)       | AB                         |
| 134                        | Giovanni Carboni (ITA)     | 5e                         |
| 135                        | Owen Geleijn (NED)         | AB                         |
| 136                        | Odd Christian Eiking (NOR) | 35e                        |
| 137                        | Sergio Meris (ITA)         | 31e                        |

| VF Group-Bardiani CSF-Faizanè VBF     | VF Group-Bardiani CSF-Faizanè VBF | VF Group-Bardiani CSF-Faizanè VBF |
| ------------------------------------- | --------------------------------- | --------------------------------- |
| Num                                   | Coureur                           | Pos                               |
| 141                                   | Luca Covili (ITA)                 | 53e                               |
| 143                                   | Luca Paletti (ITA)                | 30e                               |
| 144                                   | Alessandro Pinarello (ITA)        | 14e                               |
| 145                                   | Matteo Scalco (ITA)               | 37e                               |
| 146                                   | Manuele Tarozzi (ITA)             | 41e                               |
| 147                                   | Alex Tolio (ITA)                  | 46e                               |
| Directeur sportif : Roberto Reverberi |                                   |                                   |

| Team Solution Tech-Vini Fantini TFT | Team Solution Tech-Vini Fantini TFT | Team Solution Tech-Vini Fantini TFT |
| ----------------------------------- | ----------------------------------- | ----------------------------------- |
| Num                                 | Coureur                             | Pos                                 |
| 151                                 | Davide Baldaccini (ITA)             | AB                                  |
| 152                                 | Alexandre Balmer (SUI)              | AB                                  |
| 153                                 | Valerio Conti (ITA)                 | AB                                  |
| 154                                 | Roberto González (PAN)              | AB                                  |
| 155                                 | Kyrylo Tsarenko (UKR)               | 63e                                 |
| 156                                 | Kristian Sbaragli (ITA)             | 71e                                 |
| 157                                 | Arnaud Tissières (SUI)              | AB                                  |
| Directeur sportif : Serge Parsani   |                                     |                                     |

| Wagner Bazin WB WB2                        | Wagner Bazin WB WB2    | Wagner Bazin WB WB2 |
| ------------------------------------------ | ---------------------- | ------------------- |
| Num                                        | Coureur                | Pos                 |
| 161                                        | Jocelyn Baguelin (FRA) | AB                  |
| 162                                        | Louka Matthys (BEL)    | AB                  |
| 163                                        | Johan Meens (BEL)      | 83e                 |
| 164                                        | Floris De Tier (BEL)   | 69e                 |
| 165                                        | Marco Tizza (ITA)      | 21e                 |
| 166                                        | Davide Persico (ITA)   | AB                  |
| 167                                        | Giacomo Villa (ITA)    | 85e                 |
| Directeur sportif : Alessandro Spezialetti |                        |                     |

| Sam-Vitalcare-Dynatek IPD | Sam-Vitalcare-Dynatek IPD   | Sam-Vitalcare-Dynatek IPD |
| ------------------------- | --------------------------- | ------------------------- |
| Num                       | Coureur                     | Pos                       |
| 171                       | Negasi Abreha (ETH) (route) | AB                        |
| 173                       | Filippo Dignani (ITA)       | AB                        |
| 174                       | Christian Danilo Pase (ITA) | AB                        |
| 175                       | Sebastiano Minoia (ITA)     | AB                        |
| 176                       | Marco Fermanelli (ITA)      | AB                        |
| 177                       | Angelo Monister (ITA)       | AB                        |

| Biesse-Carrera-Premac BIE        | Biesse-Carrera-Premac BIE   | Biesse-Carrera-Premac BIE |
| -------------------------------- | --------------------------- | ------------------------- |
| Num                              | Coureur                     | Pos                       |
| 181                              | Nicolò Arrighetti (ITA)     | AB                        |
| 182                              | Tommaso Dati (ITA)          | 48e                       |
| 183                              | Filippo Agostinacchio (ITA) | 47e                       |
| 184                              | Tommaso Bessega (ITA)       | AB                        |
| 185                              | Filip Gruszczyński (POL)    | 51e                       |
| 186                              | Gabriele Bessega (ITA)      | AB                        |
| 187                              | Nicola Rossi (ITA)          | AB                        |
| Directeur sportif : Marco Milesi |                             |                           |

| General Store-Essegibi-F.lli Curia GEF | General Store-Essegibi-F.lli Curia GEF | General Store-Essegibi-F.lli Curia GEF |
| -------------------------------------- | -------------------------------------- | -------------------------------------- |
| Num                                    | Coureur                                | Pos                                    |
| 191                                    | Kevin Biehl (DEN)                      | 82e                                    |
| 192                                    | Giovanni Bortoluzzi (ITA)              | 50e                                    |
| 193                                    | Aklilu Arefayne (ERI)                  | AB                                     |
| 194                                    | Matteo Cettolin (ITA)                  | AB                                     |
| 195                                    | Domenico Cirlincione (ITA)             | AB                                     |
| 196                                    | Cristian Remelli (ITA)                 | AB                                     |
| 197                                    | Dennis Lock (DEN)                      | AB                                     |

| JCLTeam Ukyo JCL                  | JCLTeam Ukyo JCL          | JCLTeam Ukyo JCL |
| --------------------------------- | ------------------------- | ---------------- |
| Num                               | Coureur                   | Pos              |
| 201                               | Marino Kobayashi (JPN)    | AB               |
| 202                               | Marc Cabedo (ESP)         | AB               |
| 203                               | Nicolò Garibbo (ITA)      | 52e              |
| 204                               | Simone Raccani (ITA)      | 86e              |
| 205                               | Nahom Zerai (ERI)         | 36e              |
| 206                               | Alessandro Fancellu (ITA) | AB               |
| 207                               | Andrea D'Amato (ITA)      | AB               |
| Directeur sportif : Manuele Boaro |                           |                  |

| MBH Bank Ballan CSB MBH             | MBH Bank Ballan CSB MBH   | MBH Bank Ballan CSB MBH |
| ----------------------------------- | ------------------------- | ----------------------- |
| Num                                 | Coureur                   | Pos                     |
| 211                                 | Lorenzo Masciarelli (ITA) | 60e                     |
| 213                                 | Cesare Chesini (ITA)      | 72e                     |
| 214                                 | Luca Cretti (ITA)         | 32e                     |
| 215                                 | Lorenzo Nespoli (ITA)     | AB                      |
| 216                                 | Pavel Novák (CZE)         | AB                      |
| 217                                 | Leonardo Vesco (ITA)      | AB                      |
| Directeur sportif : Gianluca Valoti |                           |                         |

| MG.K Vis Costruzioni e Ambiente MGK | MG.K Vis Costruzioni e Ambiente MGK | MG.K Vis Costruzioni e Ambiente MGK |
| ----------------------------------- | ----------------------------------- | ----------------------------------- |
| Num                                 | Coureur                             | Pos                                 |
| 221                                 | Andrea Cantoni (ITA)                | 78e                                 |
| 222                                 | Simone Carrò (ITA)                  | AB                                  |
| 223                                 | Ben Granger (GBR)                   | 79e                                 |
| 224                                 | Matthew Kingston (GBR)              | AB                                  |
| 225                                 | Matteo Spreafico (ITA)              | AB                                  |
| 226                                 | Ciro Pérez (URU)                    | AB                                  |
| 227                                 | Francesco Parravano (ITA)           | 77e                                 |

| Petrolike PTL | Petrolike PTL             | Petrolike PTL |
| ------------- | ------------------------- | ------------- |
| Num           | Coureur                   | Pos           |
| 231           | Jonathan Caicedo (ECU)    | AB            |
| 232           | Edgar Cadena (MEX)        | 39e           |
| 233           | Alejandro Callejas (COL)  | 73e           |
| 234           | Filippo D'Aiuto (ITA)     | AB            |
| 235           | José Antonio Prieto (MEX) | AB            |
| 236           | Lorenzo Peschi (ITA)      | AB            |
| 237           | Lorenzo Galimberti (ITA)  | 58e           |

| S.C. Padovani Polo Cherry Bank PAD   | S.C. Padovani Polo Cherry Bank PAD | S.C. Padovani Polo Cherry Bank PAD |
| ------------------------------------ | ---------------------------------- | ---------------------------------- |
| Num                                  | Coureur                            | Pos                                |
| 241                                  | Matteo Baseggio (ITA)              | AB                                 |
| 242                                  | Federico Guzzo (ITA)               | 55e                                |
| 243                                  | Matteo Zurlo (ITA)                 | AB                                 |
| 244                                  | Kevin Bonaldo (ITA)                | AB                                 |
| 245                                  | Andrea Scarso (ITA)                | AB                                 |
| 246                                  | Mirko Bozzola (ITA)                | AB                                 |
| 247                                  | Samuele Mion (ITA)                 | AB                                 |
| Directeur sportif : Dimitri Konyshev |                                    |                                    |